# Anacapri
Anacapri község (comune) Olaszország Campania régiójában, Nápoly megyében, Capri szigetén.

## Fekvése
Anacapri Capri sziget nyugati részén fekszik. Legmagasabb pontja a Monte Solaro (589 m), amely a település központjából libegővel közelíthető meg. Második legmagasabb pontja a Monte Cappello (514 m). A település központja 275 méteres magasságon fekszik. Délkeleti részén található a Carena-fok (Punta Carena) a világítótoronnyal, északi részén pedig a híres Kék-barlang (olaszul: Grotta Azzurra).

## Története
A település közigazgatásilag 1495-ben vált el Capritól.

## Népessége
A népesség számának alakulása:

## Főbb látnivalói
Anacapri fő látnivalói:
- Kék Barlang – egy kb. 60 m hosszú és 25 m széles barlang, amely nevét arról kapta, hogy a napfény kékre festi a barlang vizét és belsejét.
- Villa San Michele – 20. század elején építette Axel Munthe, svéd orvos (a svéd királynő udvari orvosa), Tiberius római császár egykori villájának helyén.
- Föníciai lépcsők
- Punta Carena-világítótorony
- Monte Solaro - a libegővel megközelíthető csúcsról csodálatos kilátás nyílik a szigetre és a Nápolyi-öbölre

További látnivalók:
- Villa Orlandi – ma a Nápolyi II. Frigyes Egyetem tulajdona
- Santa Sofia – barokk templom
- Santa Maria a Cetrella-kolostor
- San Michele-templom
- Sant’Antonio-templom
- Santa Maria a Costantinopoli-templom

## Gazdasága
Anacapri gazdaságának fő ágazata a turizmus. Caprival ellentétben Anacapriban sokkal olcsóbbak a szálláshelyek. Leghíresebb üzlete Antonio Viva cipőüzlete. Ő készítette Jackie Onassis (John Kennedy amerikai elnök felesége) számára a szandálokat.

## Közlekedés
Capri kikötőjével illetve Capri városával rendszeres buszjárat köti össze.